# Фронт освобождения Западного Сомали
Фронт освобождения Западного Сомали (сомал. Jabhadda Xoreynta Somali Galbeed) (ФОЗС) — сепаратистское вооружённое формирование, участвовавшее в эфиопо-сомалийской войне и в гражданской войне в Эфиопии. Стремился создать на территории Огадена независимое государство. Пользовался поддержкой сомалийской армии. Фактически организация прекратила своё существование в начале 1980-х годов.

## C 1960 по 1969 год

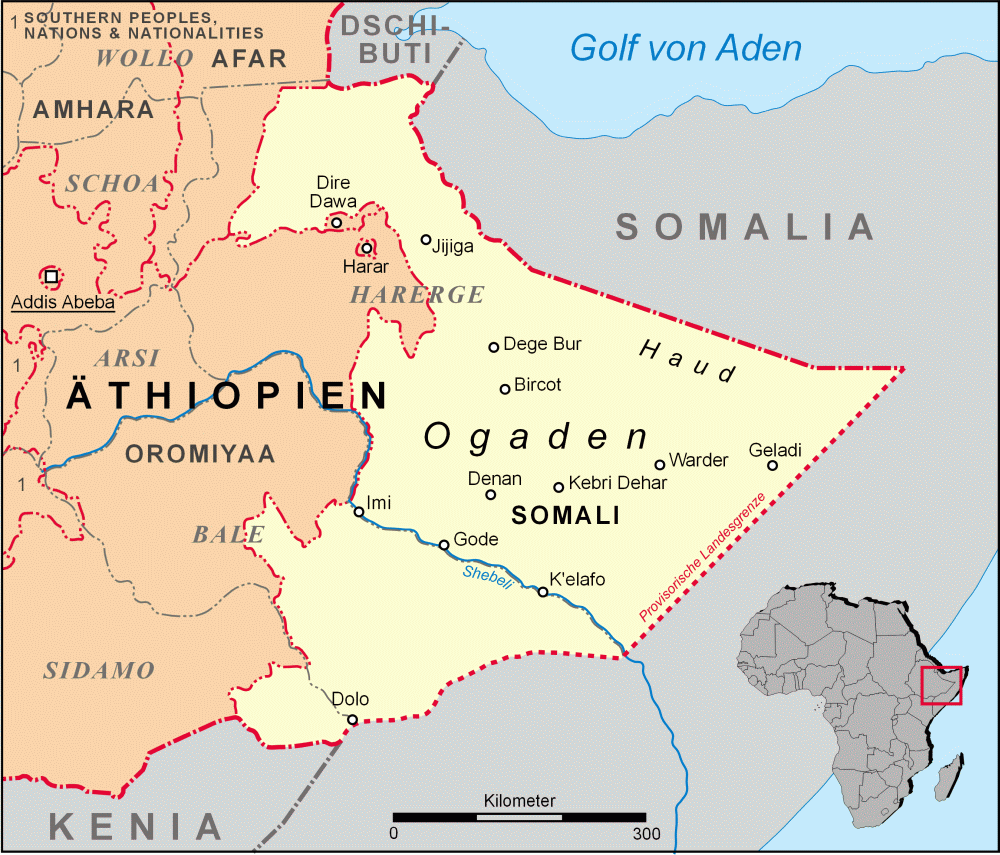
Огаден на карте Эфиопии

Государство Сомали было создано в 1960 году из Британского Сомалиленда и Итальянского Сомали. У молодого государства были претензии на территории соседних государств населённых сомалийцами: восточная часть Эфиопии, территория Джибути и северо-восток Кении. Главной целью сомалийского правительства было создание Великого Сомали. Фронт освобождения Западного Сомали был создан для начала опосредованной войны против Эфиопии и освобождения «Западного Сомали». В 1963-64 годах ФОЗС организовывает восстание сомалийского населения в Огадене, во Фронт вступило до 3000 бойцов. Однако, мятеж был быстро подавлен Эфиопией, а местное население подверглось репрессиям. В 1967 году ФОЗС вновь начало военные операции против эфиопов, данную группировку стали поддерживать вооружённые организации из других регионов Эфиопии.

## 1975 год
Эфиопия была ослаблена после революции 1974 года (падение монархического режима Хайле Селассие и восхождение коммунистического режима Дерг), начались борьба за власть и восстания в разных частях страны. В это же время началось реформирование ФОЗС. ФОЗС формально остался независимой организацией, однако зависимость от сомалийского государства сохранилась.
У Саида Барре были планы покорить французскую колонию Джибути. Планировалось создать отделение ФОЗС Джибути, но реализовать эту идею не удалось.

## Операции в Огадене (1976—1977)
В начале 1976 года бойцы ФОЗС из Сомали вступили на эфиопскую территорию, где они стали уничтожать правительственные учреждения, атаковать полицейских и государственных служащих. Местное население Сомали благосклонно восприняло атаку ФОЗС. В начале 1977 года Эфиопия потеряла контроль над многими городами и сёлами Огадена. В первой половине 1977 года Сомали вступило в войну на стороне ФОЗС (Сомалийские солдаты проникали в Эфиопии под видом бойцов ФОЗС). В июне того же года Сомали объявило войну Эфиопии. Поначалу ФОЗС и армии Сомали сопутствовала удача и они захватили многие населённые пункты Огадена, однако в начале 1978 года Эфиопии стали оказывать помощь Советский Союз и Куба. Сомали проиграло эту войну.

## С 1979 года
После вывода своих регулярных войск из Эфиопии, Сомали продолжало оказывать поддержку ФОЗС. В 1979 году Фронт снова контролировал большую часть сельских районов сомалийской части Эфиопии. В 1979-80 годах началось военное наступление эфиопов против ФОЗС, уничтожались пункты водоснабжения и крупный рогатый скот, чтобы ликвидировать базу поддержки повстанцев. Для населения Огадена «тактика выжженной земли» эфиопов, стала настоящей катастрофой. Эта фаза конфликта имела более серьёзные последствия, чем война 1977—1989 годов, сотни тысяч беженцев устремились в Сомали. В ответ на поддержку сомалийцев — ФОЗС, Эфиопия начала поддерживать враждебные Сиаду Барре группировки в гражданской войне в Сомали. В 1982 году ФОЗС распалась на мелкие группировки, в 1983 году было всего несколько операций. Одной из них стала атака на тюрьму в Джиджиге в августе.
В 1984 году на базе Фронта был создан Фронт национального освобождения Огадена, а ФОЗС прекратило своё существование. Фронт национального освобождения Огадена стремится к созданию независимого государства, по состоянию на 2012 год группировка активна.